# Computers & Chemical Engineering
Computers & Chemical Engineering is een internationaal, aan collegiale toetsing onderworpen wetenschappelijk tijdschrift op het gebied van de
computationele chemie.
De naam wordt in literatuurverwijzingen meestal afgekort tot Comput. Chem. Eng.
Het tijdschrift is opgericht in 1977 en verschijnt 12 keer per jaar.